# Liste der Bodendenkmäler in Wartenberg (Oberbayern)
Auf dieser Seite sind die Bodendenkmäler in dem oberbayerischen Markt Wartenberg zusammengestellt. Diese Tabelle ist eine Teilliste der Liste der Bodendenkmäler in Bayern. Grundlage ist die Bayerische Denkmalliste, die auf Basis des Bayerischen Denkmalschutzgesetzes vom 1. Oktober 1973 erstmals erstellt wurde und seither durch das Bayerische Landesamt für Denkmalpflege geführt wird. Die folgenden Angaben ersetzen nicht die rechtsverbindliche Auskunft der Denkmalschutzbehörde.

## Bodendenkmäler in Wartenberg

### Bodendenkmäler in der Gemarkung Auerbach
| Lage                | Objekt | Akten-Nr.     | Bild |
| ------------------- | --- | ------------- | ---- |
| Auerbach (Standort) | Verebnete Grabhügel vorgeschichtlicher Zeitstellung. | D-1-7537-0070 |      |
| Auerbach (Standort) | Brandgräber der römischen Kaiserzeit. | D-1-7637-0215 |      |
| Auerbach (Standort) | Siedlung vor- und frühgeschichtlicher Zeitstellung, unter anderem des Endneolithikums (Glockenbecherkultur), der Bronzezeit, der Spätbronze- oder Urnenfelderzeit, der späten Latènezeit und der römischen Kaiserzeit | D-1-7637-0218 |      |
| Auerbach (Standort) | Siedlung vor- und frühgeschichtlicher Zeitstellung. | D-1-7637-0219 |      |
| Auerbach (Standort) | Verebneter Burgstall mit Turmhügel des hohen oder späten Mittelalters. | D-1-7637-0220 |      |
| Auerbach (Standort) | Siedlung vor- und frühgeschichtlicher Zeitstellung. | D-1-7637-0226 |      |
| Auerbach (Standort) | Verebnete Grabhügel und Siedlung vorgeschichtlicher Zeitstellung, unter anderem der späten Bronzezeit. | D-1-7637-0323 |      |
| Auerbach (Standort) | Siedlung vor- und frühgeschichtlicher Zeitstellung. | D-1-7637-0326 |      |
| Auerbach (Standort) | Körpergräber des frühen Mittelalters. | D-1-7637-0384 |      |
| Auerbach (Standort) | Hofwüstung des Mittelalters und der frühen Neuzeit (Manhartshof). | D-1-7637-0477 |      |
| Auerbach (Standort) | Verebneter Grabhügel und Siedlung vor- und frühgeschichtlicher Zeitstellung. | D-1-7637-0478 |      |
| Auerbach (Standort) | Ringwall vor- und frühgeschichtlicher Zeitstellung. | D-1-7637-0479 |      |
| Auerbach (Standort) | Untertägige mittelalterliche und frühneuzeitliche Befunde im Bereich der Katholischen Filialkirche St. Ulrich von Pesenlern.                                                                                          | D-1-7637-0483 |      |
| Auerbach (Standort) | Siedlung vor- und frühgeschichtlicher Zeitstellung. | D-1-7637-0490 |      |
| Auerbach (Standort) | Siedlung vorgeschichtlicher Zeitstellung, unter anderem des Jungneolithikums (Altheimer Kultur) und der frühen Bronzezeit.                                                                                            | D-1-7637-0528 |      |
| Auerbach (Standort) | Siedlung vorgeschichtlicher Zeitstellung, unter anderem des Neolithikums sowie Brand- und Körpergräber der Bronzezeit und der Urnenfelderzeit.                                                                        | D-1-7637-0532 |      |
| Auerbach (Standort) | Siedlung vorgeschichtlicher Zeitstellung. | D-1-7637-0542 |      |
| Auerbach (Standort) | Ringwall mit vorgelagerter Abschnittsbefestigung des frühen Mittelalters. | D-1-7638-0023 |      |
| Auerbach (Standort) | Verebnetes Grabenwerk vor- und frühgeschichtlicher Zeitstellung. | D-1-7638-0032 |      |
| Auerbach (Standort) | Untertägige mittelalterliche und frühneuzeitliche Befunde im Bereich der Katholischen Filialkirche St. Bartholomäus von Hinterauerbach und ihrer Vorgängerbauten.                                                     | D-1-7638-0090 |      |

### Bodendenkmäler in der Gemarkung Berglern
| Lage                | Objekt                                              | Akten-Nr.     | Bild |
| ------------------- | --------------------------------------------------- | ------------- | ---- |
| Berglern (Standort) | Siedlung vor- und frühgeschichtlicher Zeitstellung. | D-1-7537-0067 |      |
| Berglern (Standort) | Siedlung vor- und frühgeschichtlicher Zeitstellung. | D-1-7637-0005 |      |

### Bodendenkmäler in der Gemarkung Langenpreising
| Lage                      | Objekt                                                               | Akten-Nr.     | Bild |
| ------------------------- | -------------------------------------------------------------------- | ------------- | ---- |
| Langenpreising (Standort) | Siedlung vorgeschichtlicher Zeitstellung.                            | D-1-7537-0096 |      |
| Langenpreising (Standort) | Körpergräber und Siedlung vor- und frühgeschichtlicher Zeitstellung. | D-1-7537-0123 |      |

### Bodendenkmäler in der Gemarkung Wartenberg
| Lage                  | Objekt | Akten-Nr.     | Bild |
| --------------------- | --- | ------------- | ---- |
| Wartenberg (Standort) | Körpergräber des frühen Mittelalters. | D-1-7537-0060 |      |
| Wartenberg (Standort) | Burgstall des hohen und späten Mittelalters (Burg Wartenberg) sowie untertägige mittelalterliche und frühneuzeitliche Befunde im Bereich der ehemalige Burgkapelle St. Nikolaus und ihres Vorgängerbaus. | D-1-7537-0064 |      |
| Wartenberg (Standort) | Untertägige frühneuzeitliche Befunde im Bereich der Katholischen Pfarrkirche Mariae Geburt in Wartenberg und ihrer Vorgängerbauten.                                                                      | D-1-7537-0308 |      |
| Wartenberg (Standort) | Untertägige mittelalterliche und frühneuzeitliche Befunde im Bereich der ehemalige Pfarr- und Katholischen Friedhofskirche St. Georg in Wartenberg-Rocklfing und ihrer Vorgängerbauten.                  | D-1-7537-0311 |      |
| Wartenberg (Standort) | Untertägige spätmittelalterliche und frühneuzeitliche Befunde im Bereich des ehemaligen herzoglichen Jagdhauses in Wartenberg und seiner Vorgängerbauten.                                                | D-1-7537-0400 |      |
| Wartenberg (Standort) | Siedlung der Früh- und Mittelbronzezeit sowie Siedlung mit Werkplatz der Hallstattzeit. | D-1-7537-0406 |      |
| Wartenberg (Standort) | Verebnete Grabhügel mit Bestattungen der Bronzezeit. | D-1-7637-0223 |      |
| Wartenberg (Standort) | Verebnete Grabhügel vorgeschichtlicher Zeitstellung. | D-1-7637-0334 |      |
| Wartenberg (Standort) | Siedlung des Neolithikums sowie Siedlung und Viereckschanze der mittleren und späten Laténezeit. | D-1-7637-0505 |      |